# Rendu photoréaliste
Pour le modèle d'illumination d'objets 3D basé sur la physique, voir Rendu physique réaliste.
 (juillet 2009).
Si vous disposez d'ouvrages ou d'articles de référence ou si vous connaissez des sites web de qualité traitant du thème abordé ici, merci de compléter l'article en donnant les références utiles à sa vérifiabilité et en les liant à la section « Notes et références ».
Le rendu photoréaliste qualifie un rendu visuel qui tend à ressembler à une photographie. Il s'applique ainsi au domaine de l'infographie. Il ne doit pas être confondu avec les mouvements artistiques de l'hyperréalisme, du photoréalisme et du réalisme.

## Technique

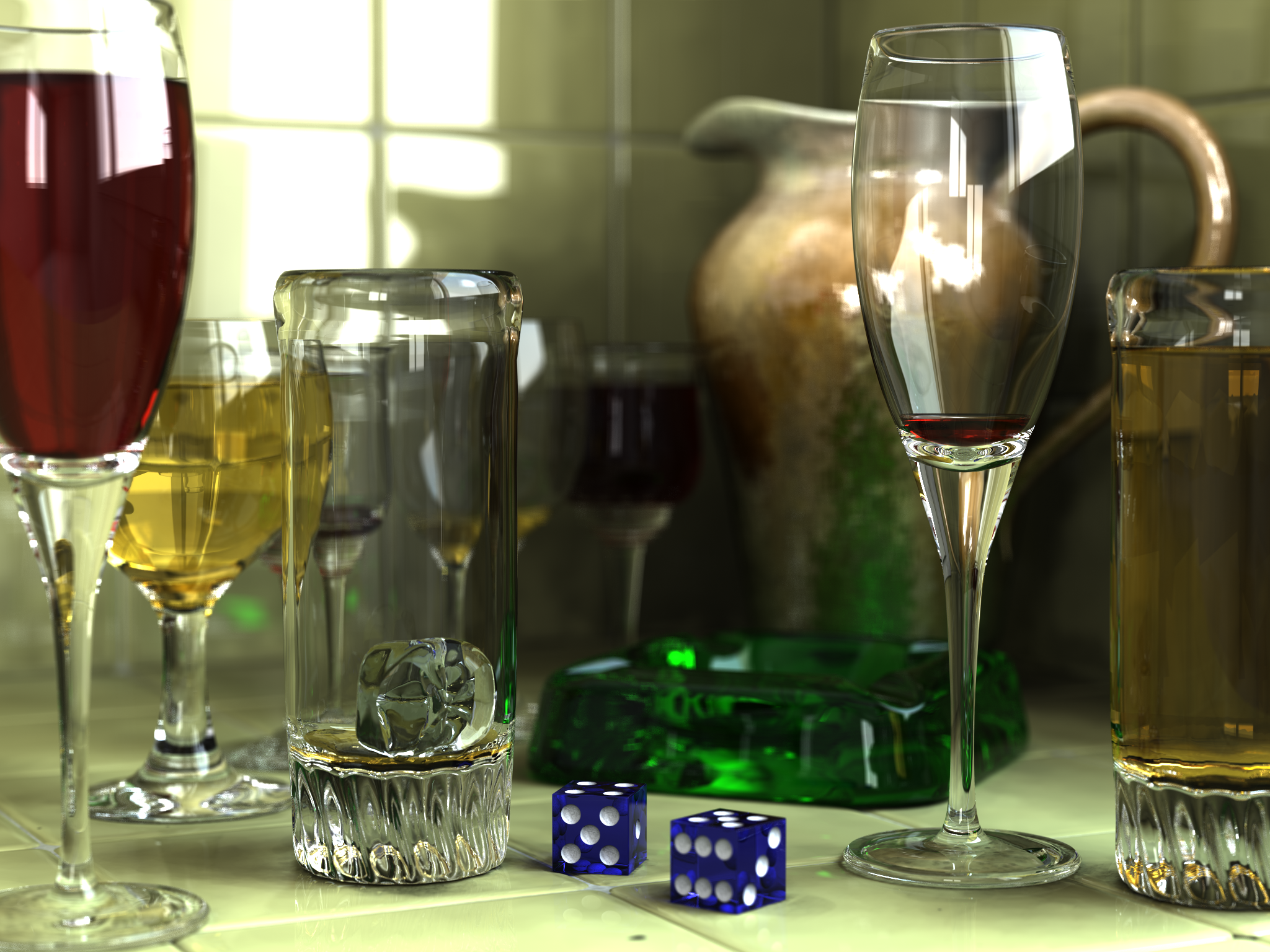
Scène photoréaliste, rendue avec le logiciel libre POV-Ray.

Le réalisme en images 3D n’est pas qu’une question de puissance de l’ordinateur. La plupart du temps, les algorithmes de calcul du rendu d’une image sont calqués sur ceux découverts en physique (voir par exemple ombrage de Phong). Pour l’heure, la technique du ray tracing est utilisée pour le calcul de diffusion de la lumière. Des recherches sont en cours afin d’étendre ce procédé à la simulation en temps réel (voir OpenRT).
Au cours de la modélisation, les infographistes s’appuient généralement sur des photographies, d’acteurs ou de maquettes à échelle réduite, afin de simplifier le processus en calquant sur les formes réelles. Il existe également des lasers qui permettent de scanner une surface et de la recréer instantanément en 3D. La capture de mouvement permet de transposer des mouvements d’acteurs directement sur des modèles 3D.
Enfin, il est possible d’utiliser des photographies comme textures, applicables sur un modèle 3D.

## Photoréalisme au cinéma
Jurassic Park (1993) est le premier film à utiliser des images de synthèse qui atteignent pour la première fois un niveau de réalisme faisant illusion, après que Dennis Muren d'ILM, compagnie responsable des effets spéciaux de la saga de Star Wars, ait montré à Steven Spielberg des tests d'animation de dinosaures. Elles se résument dans le film à quelques plans en pied des créatures, les gros plans étant tournés avec des animatroniques.
Auparavant, Abyss (1989) et Terminator 2 (1991), tous deux réalisés par James Cameron, avaient été l'occasion de travaux sur le rendu de matériaux comme l'eau (le serpent d'eau qui s'introduit dans la base sous-marine, dans Abyss) ou le métal (le fameux T-1000), et les reflets et déformations qui vont avec.
En 2001, sort Final Fantasy : Les Créatures de l'esprit, premier film entièrement en images de synthèse à viser explicitement le photoréalisme. Bien que le film ait reçu des critiques mitigées et n'ait pas rencontré le succès commercial escompté, il a marqué une étape importante dans l'utilisation des images de synthèse pour atteindre le photoréalisme.
Depuis, les avancées technologiques ont permis à de nombreux films d'approcher le photoréalisme, comme Avatar (2009) de James Cameron, qui a repoussé les limites des effets visuels avec ses environnements et personnages en images de synthèse, ou encore Le Livre de la jungle (2016) et Le Roi Lion (2019) de Jon Favreau, qui ont utilisé des techniques de capture de mouvement et des environnements entièrement numériques pour créer des mondes et des personnages hyperréalistes,.

## Photoréalisme dans le jeu vidéo
L'évolution vers le photoréalisme dans le jeu vidéo a été un processus long et progressif, débutant dès le passage à la 3D de l'industrie. Dans les années 1990, des titres comme Myst et Resident Evil ont poussé les limites des graphismes de l'époque pour créer des environnements immersifs et détaillés. Au début des années 2000, des jeux comme Half-Life 2 et Crysis ont continué cette tendance avec des avancées significatives en termes de textures et d'effets de lumière,. L'introduction de moteurs graphiques comme Unreal Engine et Unity a permis aux développeurs de créer des mondes de plus en plus réalistes, culminant actuellement avec l'Unreal Engine 5, qui établit de nouveaux standards pour le réalisme visuel.
Ce moteur, avec ses technologies Lumen et Nanite, permet un rendu graphique extrêmement réaliste, comme le montre la démonstration technique de MAWI United, qui simule un désert de 400 km² avec de nombreux détails. Par ailleurs, le jeu Unrecord de DRAMA Studio, utilisant également Unreal Engine 5, a fait sensation à la parution de sa bande annonce grâce à son réalisme troublant et sa perspective en vue bodycam,. Ces avancées posent cependant des questions sur la frontière entre fiction et réalité, un malaise pouvant être provoqué par leur fidélité visuelle si extrême.